# Киевский вестник (1905-1906)
«Киевский вестник» (рос. Кієвскій вєстнік—Київський вісник), газета, що видавалась російською мовою у Києві наприкінці 1905-го — на початку 1906 р. Займала помірковані позиції, була закрита властями з огляду на її «шкідливий напрям». «Киевский вестник» продовжували у 1906 р. послідовно газети «Киевская жизнь», «Киевская заря», «Киевская речь» і, нарешті, у  1906—1918 pp. «Киевская мысль».